# Herman de Cuyper
Pour les articles homonymes, voir De Cuyper.
Herman De Cuyper (1904-1992) est un sculpteur belge.
Il est né le 22 novembre 1904 à Blaasveld (Belgique) au sein d’une famille rurale modeste. Après la Première Guerre mondiale, Herman s’était inscrit à l’Académie des Beaux Arts de Malines. Il suit des cours d’art sculptural et de peinture de 1920 à 1923 chez Theo Blickx, Rik Van Perck, Emile Bourgeois et Jean-Guillaume Rosier. 
En 1925, De Cuyper ouvre son propre atelier de sculpture sur bois, mais pendant la récession économique de 1930, il arrête ses activités de sculpteur de meubles pour se consacrer intégralement à l’art plastique.
Dans le Musée Herman De Cuyper, installé dans sa maison-atelier de Blaasveld, on découvre une superbe sélection de sculptures, dessins et peintures de ce sculpteur flamand appartenant à la génération de l’entre-deux-guerres. Adepte du style animiste, l’artiste a su développer sa propre version intimiste de ce mouvement en pratiquant la taille directe. Sa contribution au renouveau de la sculpture religieuse moderne est importante.
Le point de départ de l’évolution artistique de De Cuyper s’est basé sur le modelage impressionniste de l’argile. À partir de 1935, l’artiste commençait à expérimenter avec la technique de la taille directe. Sa vision animiste était omniprésente dans une série de sculptures qui reflétaient parfaitement le monde imaginaire des grands moments de la vie: ses évocations intimistes (amour, accouplement, grossesse, naissance, maternité, famille et enfant) sont exprimées de façon plastique par Herman De Cuyper à travers un ouvrage métaphysique de l’humain. 